# Алимпије Столпник
Свети Алимпије Столпник је хришћански аскета из 7. века.

## Житије
Рођен је око 522. године у Хадријанопољу у малоазијској области Пафлагонији. Најпре као економ, а потом као ђакон служио је у цркви у Андријанопољу код епископа Теодора, који га је прихватио након очеве смрти. Иако је био вољен од свих, увек је тежио усамљеничком начину живота. Прво је побегао на исток у град Евхаит, али су га одатле вратили Теодор и људи из његовог краја. Пошто је жеља да живи усамљенички преовладала, повукао се на једно грчко гробље од којег су људи бежали због веровања у демонска привиђења. Ту се настанио на једном стубу (столпу), претходно уклонивши паганске симболе и поставивши крст. На стубу је на хладноћи и врућини, у посту и молитви, провео већи део живота (према хришћанском предању око 53 године). Због тога је назван столпником и остао је доследан упркос искушењима и подсмеху људи. Најзад, после неког времена, људи су почели да га поштују и да му долазе ради утехе, поуке и исцелитељских моћи у које се веровало. Поред његовог стуба најпре је подигнута црква посвећена великомученици Ефимији, која му се наводно јавила у сну, а потом су подигнута и два манастира, један мушки и један женски. У женском манастиру живеле су Алимпијеве мајка и сестра Марија, а он је са свог стуба, примером и речима, указивао људима пут ка спасењу. Установио је типике, односно манастирске прописе према којима су се владали монаси у оба манастира. На пример, монахињама је било забрањено да се појављују пред мушкарцима.
Четрнаест година пред смрт, Алимпију су оболеле ноге, тако да више није могао да стоји. По предању, Алимпије је живео 118 година и преминуо је 640. године у време византијског цара Ираклија (610-641).

## Алимпијевдан
Црква слави овог свеца - Алимпијевдан 26. новембра по старом календару, или 9. децембра по новом, а његова лобања се налази у ризници светогорског манастира Кутлумуш. Поштован је и у Римокатоличкој цркви.
Српска православна црква и верници прослављају 9. децембра преподобног Алимпија Столпника. Иако у календару није означен црвеним словом, овај светац је веома поштован у српском народу, а по неким подацима, по бројности свечара је на петнаестом месту код Срба. Као крсна слава најчешће се прославља у Подрињу.

## Начин прослављања
Алимпијевдан се прославља исто као и све друге Крсне славе, припремом славског колача, кољива и вина, и освештањем које обавља свештенство Цркве. Увек пада у време Божићног поста, и због тога је празнична трпеза славара увек посна. То је непокретни празник.

## Народни обичаји
Код Срба постоји веровање да је Св. Алимпије прегазио кугу, зауставио губу, одбијао нездраве ветрове и чинио разна друга чуда. Празнују га сточари, па се на његов дан не упреже теглећа стока. Одлази се рано у цркву да би све било здраво у наредној години.